# Rubia davisiana
Rubia davisiana är en måreväxtart som beskrevs av Friedrich Ehrendorfer. Rubia davisiana ingår i släktet krappar, och familjen måreväxter. Inga underarter finns listade i Catalogue of Life.